# Municipio de Pickerel Lake
El municipio de Pickerel Lake (en inglés: Pickerel Lake Township) es un municipio ubicado en el condado de Freeborn en el estado estadounidense de Minnesota. En el año 2010 tenía una población de 673 habitantes y una densidad poblacional de 7,29 personas por km².

## Geografía
El municipio de Pickerel Lake se encuentra ubicado en las coordenadas 43°37′23″N 93°28′38″O / 43.62306, -93.47722. Según la Oficina del Censo de los Estados Unidos, el municipio tiene una superficie total de 92.26 km², de la cual 90,33 km² corresponden a tierra firme y (2,08 %) 1,92 km² es agua.

## Demografía
Según el censo de 2010, había 673 personas residiendo en el municipio de Pickerel Lake. La densidad de población era de 7,29 hab./km². De los 673 habitantes, el municipio de Pickerel Lake estaba compuesto por el 99,55 % blancos, el 0,15 % eran amerindios y el 0,3 % eran de una mezcla de razas. Del total de la población el 0,45 % eran hispanos o latinos de cualquier raza.